# パラーイア
パラーイア（伊: Palaia）は、イタリア共和国トスカーナ州ピサ県にある、人口約4,600人の基礎自治体（コムーネ）。

## 地理

### 位置・広がり

#### 隣接コムーネ
隣接するコムーネは以下の通り。括弧内のFIはフィレンツェ県所属を示す。
- カパンノリ
- モンタイオーネ (FI)
- モントーポリ・イン・ヴァル・ダルノ
- ペッチョリ
- ポンテデーラ
- サン・ミニアート

### 気候分類・地震分類
パラーイアにおけるイタリアの気候分類 (it) および度日は、zona D, 1877 GGである。
また、イタリアの地震リスク階級 (it) では、zona 3 (sismicità bassa) に分類される。

## 行政

### 分離集落
パラーイアには、以下の分離集落（フラツィオーネ）がある。
- Alica, Baccanella, Colleoli, Forcoli, Gello, Montacchita, Montanelli, Montechiari, Montefoscoli, Partino, San Gervasio, Toiano, Villa Saletta